# Agnès Berthet
Agnès Berthet (Saint-Étienne, 19 de noviembre de 1976) es una deportista francesa que compitió en natación sincronizada. Ganó tres medallas de plata en el Campeonato Europeo de Natación entre los años 1995 y 1999.

## Palmarés internacional
| Campeonato Europeo | Campeonato Europeo | Campeonato Europeo | Campeonato Europeo |
| Año                | Lugar              | Medalla            | Prueba             |
| ------------------ | ------------------ | ------------------ | ------------------ |
| 1995               | Viena (Austria)    | Medalla de plata   | Equipo             |
| 1997               | Sevilla (España)   | Medalla de plata   | Equipo             |
| 1999               | Estambul (Turquía) | Medalla de plata   | Equipo             |